# 加拿大鸟属
加拿大鸟（学名：Canadaga，意即“来自加拿大的鸟”）是种生存于晚白垩世的不飞鸟，栖息于今加拿大努纳武特的拜洛特岛与德文岛上，模式种是北极加拿大鸟（Canadaga arctica）。其遗骸发现于坎古克组，化石时期为距今约6700万年的坎帕期至马斯特里赫特期中期。
加拿大鸟是黄昏鸟目的成员，这是一群生存于白垩纪的不飞行有齿海鸟。加拿大鸟属于其中的黄昏鸟科。

## 描述
北极加拿大鸟长达，是黄昏鸟目体型最大的成员，也是该谱系生存年代最晚的成员之一。与主要栖息在亚热带或热带水域的近亲不同，该物种貌似分布于温带甚至亚寒带区域。
该物种的描述基于三块相连的颈椎、一块尾椎及两根股骨。